# Scrooge, or, Marley's Ghost
Scrooge, or, Marley's Ghost je britský krátkometrážní němý film z roku 1901, který režíroval Walter R. Booth. Děj je zaměřen na lakomého Ebenezera Skruže (ve filmu ho hraje Daniel Smith), kterého konfrontuje duch Jacoba Marleyho, jenž mu ukáže vizi minulých, současných a budoucích Vánoc. Jde o nejstarší známou filmovou adaptaci novely Charlese Dickense z roku 1843 Vánoční koleda.

## Film
Tento krátkometrážní němý film, který se natáčel v 35 mm a černobílém formátu, byl produkován anglickým filmovým průkopníkem R.W. Paulem a režie se ujal Walter R. Booth. Natočen byl v Paulových animatografických závodech a premiéru měl v listopadu 1901. Jak bylo v počátcích kinematografie běžné, tvůrci se rozhodli zpracovat dobře známý příběh, aby se do filmu mohlo dát co nejméně mezititulků.
Vyjma Dickensovy Vánoční koledy se tvůrci inspirovali také populární divadelní hrou Scrooge od J.C. Buckstonea. Stejně jako hra se i film obešel bez ostatních duchů, kteří navštívili Skruže, místo toho se spoléhá pouze na postavu Jacoba Marleyho, zahaleného v bílém prostěradle, jenž má poukázat na chyby Skružového chování. Film představil působivé triky podle standardů v roce 1901, jako například Marleyho tvář zjevující se místo klepadla na dveřích a promítání scén z minulosti na černé závěsy v Skružově ložnici. R.W. Paul byl specialista na trikové filmy, Walter Booth byl známý kouzelník, ale rovněž specialista na trikové a komediální filmy. Film také zahrnuje rané využití efektu rozplývání mezi scénami a některé scény jsou tónované.

## Obsah

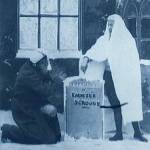
Marleyho duch ukazuje Skružovi jeho vlastní hrob.

Jediný známý dochovaný záznam, dlouhý přibližně 3 minuty a 26 sekund, je chráněn Britským filmovým institutem. Tyto záběry začínají Bobem Cratchitem, který na Štědrý den vykazuje někoho ze Skružovy kanceláře, a končí scénou, kde je Skružovi ukázán jeho vlastní hrob. Film nezahrnuje duchy minulých, současných nebo budoucích Vánoc, místo toho se spoléhá pouze na ducha Marleyho.